# Trall (musik)
Trall, att tralla, är den gängse benämningen för att sjunga en melodi utan ord, särskilt inom folkmusik där det syftar på att framföra danslåtar med hjälp av rösten. 
Ordet är ljudhärmande och härleds ur de vanligt förekommande stavelserna tralala. Även andra stavelser och vokaler är vanliga, men till skillnad från det skotska canntaireachd så finns det inte någon koppling mellan stavelser och tonhöjd, utan sångaren vokaliserar efter eget tycke eller såsom hen har lärt sig. Att tralla är ett effektivt sätt att lära sig låtar och det finns exempel på att spelmän lärt ut musik på det sättet. Åtskilliga folkmusikuppteckningar har gjorts efter trall, både efter kvinnor och män. Den som inte hade råd eller möjlighet att lära sig ett instrument, vilket ofta var fallet med musikaliska kvinnor på landsbygden, fick använda rösten. Vissa trallare var så skickliga att de hyrdes in som spelmän till danskvällar. Idag är det flera folkmusiker och -sångare som specialiserat sig på trall.